# Classe H (cuirassé)
Pour les autres classes de navires du même nom, voir Classe H.
La classe H est une série de plusieurs plans de cuirassés, prévus par le Plan Z pour entrer en service dans la Kriegsmarine durant les années 1930-1940. Six navires sont commandés en 1939, deux sont commencés, mais tous sont annulés lorsque la Seconde Guerre mondiale commence.

## Conception
Lorsqu'Hitler adopte le Plan Z en 1939, les six unités de la classe H sont au centre de ce programme. Assez puissants pour affronter les navires britanniques et français, ces cuirassés constituent une flotte de dissuasion qui pèse dans la balance d'éventuelles négociations. Il est prévu à l'origine que ces navires soient finis en six ans ; pour cela, le plan Z se voit accorder une priorité supérieure à celles des plans d'armement de la Luftwaffe et de la Heer. C'est le contre-amiral Werner Fuchs (de) qui se voit confier la direction du programme, Blohm & Voss étant responsable de la conception, de la construction et de la gestion du personnel.
La première version de cette classe H conçu à partir de 1937, nommée H.39, reprend les bases de la classe précédente, la classe Bismarck. Néanmoins, deux améliorations auraient pu être sujettes à caution : l'ajout de tubes lance-torpilles immergés, équipement obsolète depuis la Première Guerre mondiale, et la disposition de la catapulte, située directement sous les canons de la tourelle 'D', ce qui aurait pu entraîner des problèmes lors du combat.
Lorsque la Seconde Guerre mondiale éclate, le Plan Z est annulé, et les travaux sur les unités H et J, déjà commencés, s'interrompent le 10 octobre 1939. Ils sont ensuite déconstruits afin d'alimenter le programme de construction des sous-marins. Seuls quelques canons de 406 mm (en) sont construits : trois d'entre eux seront installés sur la Batterie Lindemann sur le cap Blanc-Nez dans le Pas-de-Calais, face aux côtes anglaises, et quatre autres à Trondenes (en) en Norvège, non loin de Narvik.
Plusieurs versions de plus en plus imposantes sont envisagées durant le conflit nommés H-40A, H-40B, H-41, H-42, H-43 et H-44 totalement hors de portée d'une industrie de guerre ayant d'autres priorités.
Cette dernière prévoyait un navire de 143 764 tonnes et 345,5 mètres de long, plus lourd et plus long qu'un porte-avions nucléaire actuel avec un armement principal de 8 canons de 508 mm.